# ジョシュ・バンダーフリアー
ジョシュ・バンダーフリアー（Josh van der Flier、1993年4月25日 - ）は、ユナイテッド・ラグビー・チャンピオンシップ、レンスターに所属するアイルランド出身のラグビーユニオン選手。

## 略歴
2014年、アイルランド島にあるプロ地方クラブ、レンスターに加入。 
2016年、アイルランド代表に招集され、2016年2月27日にトゥイッケナムで行われたシックス・ネーションズでのイングランド戦で代表デビューを果たした。 
2019年、ワールドカップ2019（東京大会）にアイルランド代表として出場。 
2021-22シーズンに、ギネス・ラグビー・ライターズ・オブ・アイルランド男子年間最優秀選手賞（Guinness Rugby Writers of Ireland men's player of the year award）を受賞。 
2022年、ワールドラグビー男子15人制年間最優秀選手と、ドリームチーム・オブ・ザ・イヤー（ベスト15）に選ばれた。 
2023年、ワールドカップ2023にアイルランド代表として出場した。
2024年12月、2024年オータム・ネーションズ・シリーズでは、ファン得票数の37%を獲得し、MVPに選ばれた。次点はチェスリン・コルビ（南アフリカ共和国）の34%。

## 受賞歴
- ギネス・ラグビー・ライターズ・オブ・アイルランド男子年間最優秀選手賞：2021-22シーズン[5]
- ワールドラグビー男子15人制年間最優秀選手賞：2022年[13]
- ワールドラグビー男子15人制ドリームチーム・オブ・ザ・イヤー：2022年[8]
- オータム・ネーションズ・シリーズMVP：2024年[10][14][15]